# Carol Burnett
Carol Creighton Burnett (San Antonio, 26 de abril de 1933) é uma atriz, comediante, cantora e escritora estadunidense.
Seu programa de variedades de comédia inovador The Carol Burnett Show, que foi exibido originalmente na CBS, foi um dos primeiros do tipo a ser apresentado por uma mulher. Ela atuou no palco, televisão e cinema em vários gêneros, incluindo papéis dramáticos e cômicos. Ela recebeu inúmeros prêmios, incluindo seis prêmios Primetime Emmy, um Tony Award, um Grammy Award e sete Golden Globe Awards. Burnett foi agraciada com a Medalha Presidencial da Liberdade em 2005, o Prêmio Mark Twain de Humor Americano em 2013 e o Screen Actors Guild Life Achievement Award em 2015. Em janeiro de 2016, foi homenageada com o Prémio Screen Actors Guild Life Achievement.

## Trajetória
Nascida e criada em San Antonio, Texas, sua família mudou-se para a Califórnia, onde ela morou na área de Hollywood. Ela frequentou a Hollywood High School e eventualmente estudou teatro e comédia musical na UCLA. Mais tarde, ela se apresentou em clubes noturnos na cidade de Nova York e obteve grande sucesso na Broadway em 1959 em Once Upon a Mattress, pelo qual recebeu uma indicação ao Tony Award. Logo em seguida, ela estreou na televisão, aparecendo regularmente em The Garry Moore Show pelos próximos três anos, e ganhou seu primeiro prêmio Emmy em 1962. Burnett fez sua estreia em um especial de televisão em 1963, quando estrelou como Calamity Jane na produção musical Dallas State Fair Musicals de Calamity Jane na CBS. Burnett mudou-se para Los Angeles e começou uma corrida de 11 anos como estrela de The Carol Burnett Show na televisão da CBS de 1967 a 1978. Com suas raízes no vaudeville, The Carol Burnett Show era um programa de variedades que combinava esquetes de comédia com música e dança. As esquetes de comédia incluíam paródias de filmes e peças de personagens. Burnett criou muitos personagens memoráveis durante a corrida do programa, e tanto ela quanto o programa ganharam numerosos Emmy e prêmios Globo de Ouro.
Durante e após seu programa de variedades, Burnett apareceu em muitos projetos de televisão e cinema. Seus papéis no cinema incluem Pete 'n' Tillie (1972), The Front Page (1974), The Four Seasons (1981), Annie (1982), Noises Off (1992) e Horton Hears a Who! (2008). Ela tem um histórico diversificado na televisão, tendo aparecido em outros programas de esquetes; em papéis dramáticos em 6 Rms Riv Vu (1974) e Friendly Fire (1979); em vários papéis de convidados bem conceituados, como em Mad About You, pelo qual ganhou um prêmio Emmy; e em especiais com Julie Andrews, Dolly Parton, Beverly Sills e outros. Ela retornou ao palco da Broadway em 1995 em Moon Over Buffalo, pelo qual foi novamente indicada ao Tony Award. Em 2022, ela apareceu em Better Call Saul.
Burnett escreveu e narrou várias memórias, ganhando indicações ao Grammy por quase todas elas, incluindo uma vitória por In Such Good Company: Eleven Years of Laughter, Mayhem, and Fun in the Sandbox.